# Greenleaf, Kansas
Greenleaf là một thành phố thuộc quận Washington, tiểu bang Kansas, Hoa Kỳ. Năm 2010, dân số của xã này là 331 người.

## Dân số
Dân số các năm:
- Năm 2000: 357 người
- Năm 2010: 331 người